# Сентрал Парк (Вашингтон)
Сентрал Парк (енгл. Central Park) насељено је место без административног статуса у америчкој савезној држави Вашингтон.

## Демографија
По попису из 2010. године број становника је 2.685, што је 127 (5,0%) становника више него 2000. године.
| Група             | 2000.         | 2010.         |
| Белци             | 2.381 (93,1%) | 2.337 (87,0%) |
| Афроамериканци    | 2 (0,1%)      | 6 (0,2%)      |
| Азијати           | 31 (1,2%)     | 42 (1,6%)     |
| Хиспаноамериканци | 46 (1,8%)     | 155 (5,8%)    |
| Укупно            | 2.558         | 2.685         |